# Parque Kshisha
O Parque Kshisha é um parque recreativo no subúrbio de Al Rahmaniyah, Sharjah, nos Emirados Árabes Unidos . Foi inaugurado em março de 2021.

## Instalações
O Parque Kshisha abriga campos de futebol e vólei, biblioteca, anfiteatro, centro de fitness, pistas de corrida e ciclismo, parques de diversões, pista de skate e salões para a realização de workshops. O complexo tem também um lago artificial com uma estação de alimentação de patos.

## Galeria

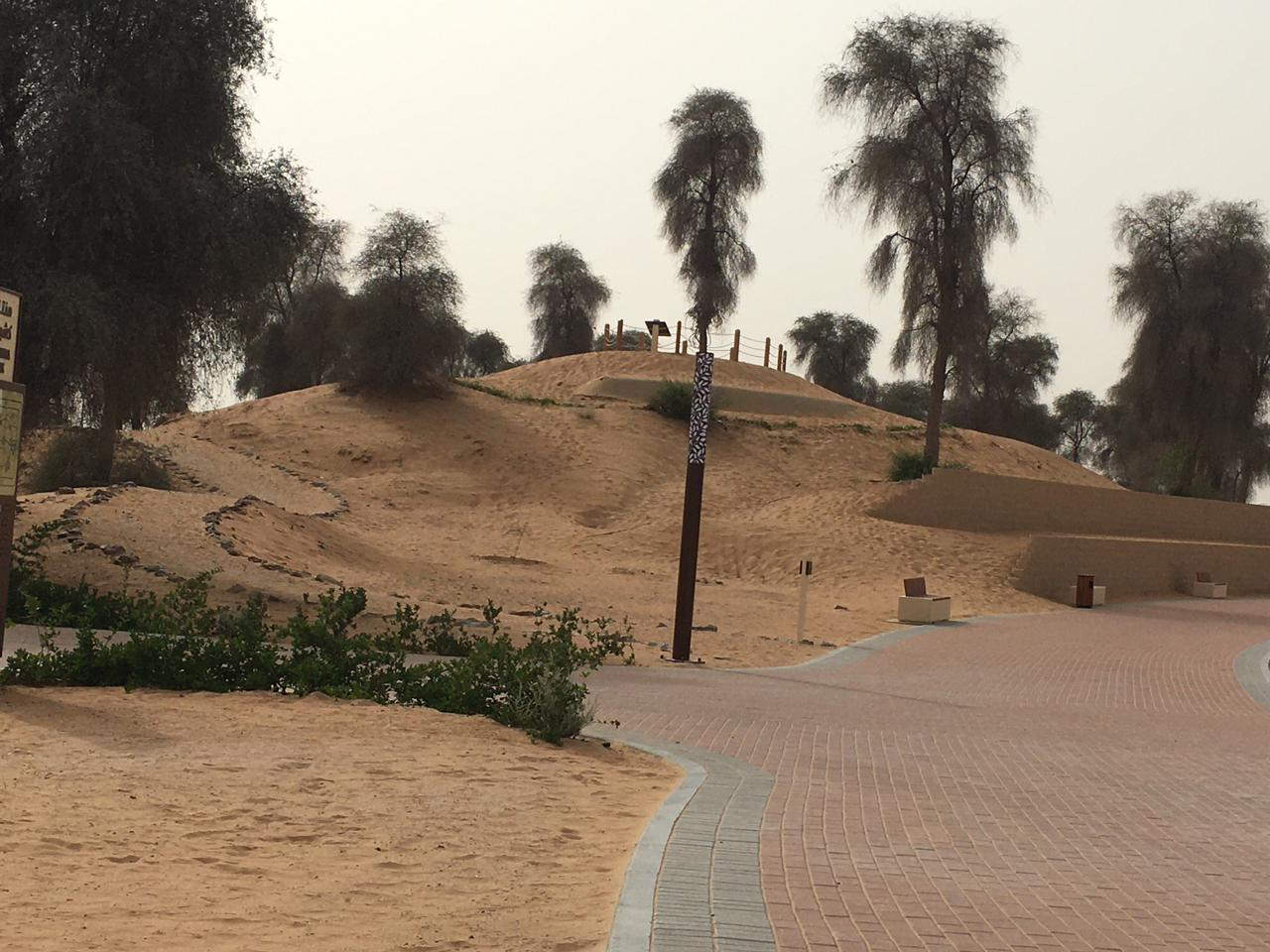
Parte de um trilho
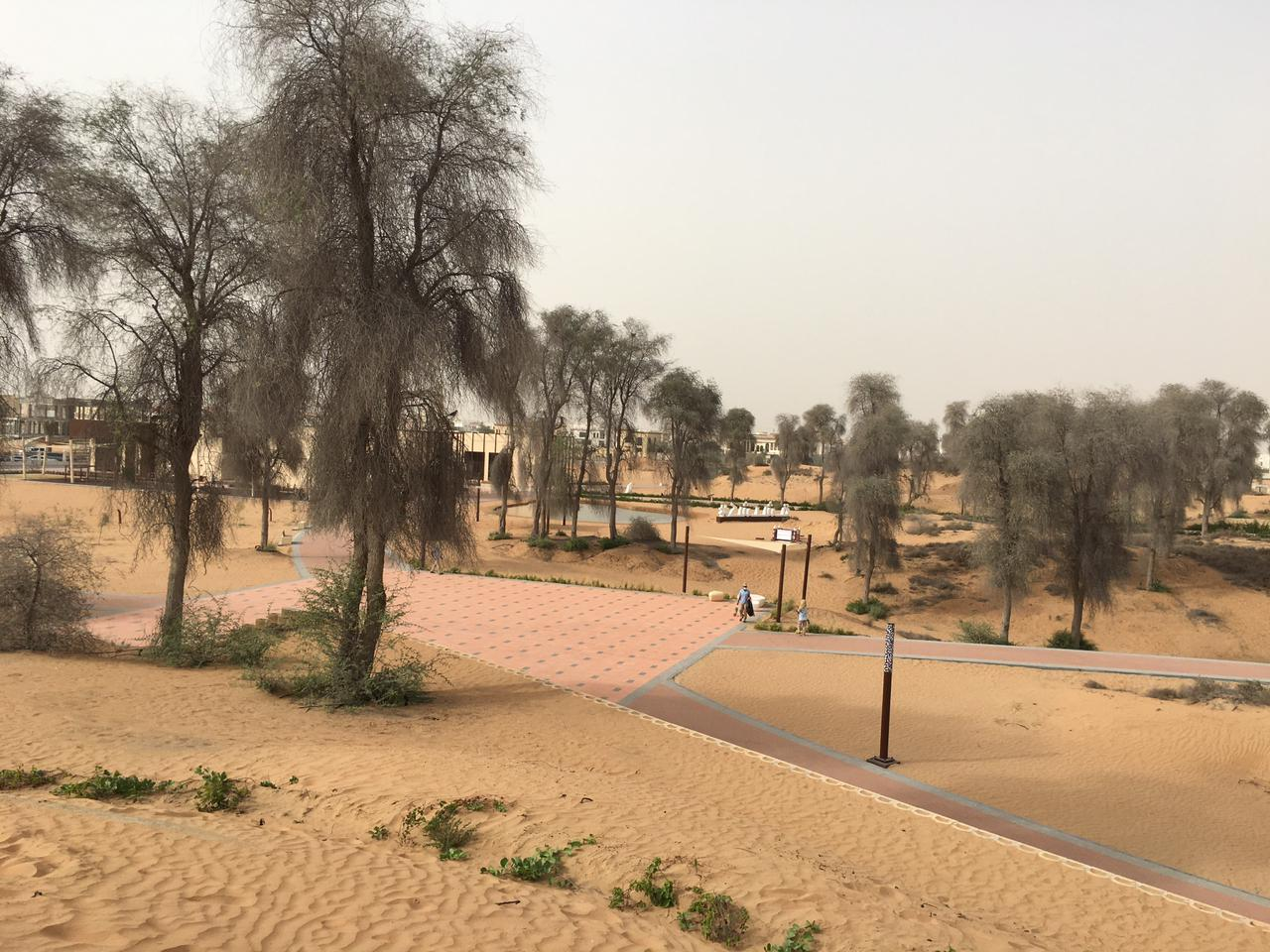
Entrada do parque
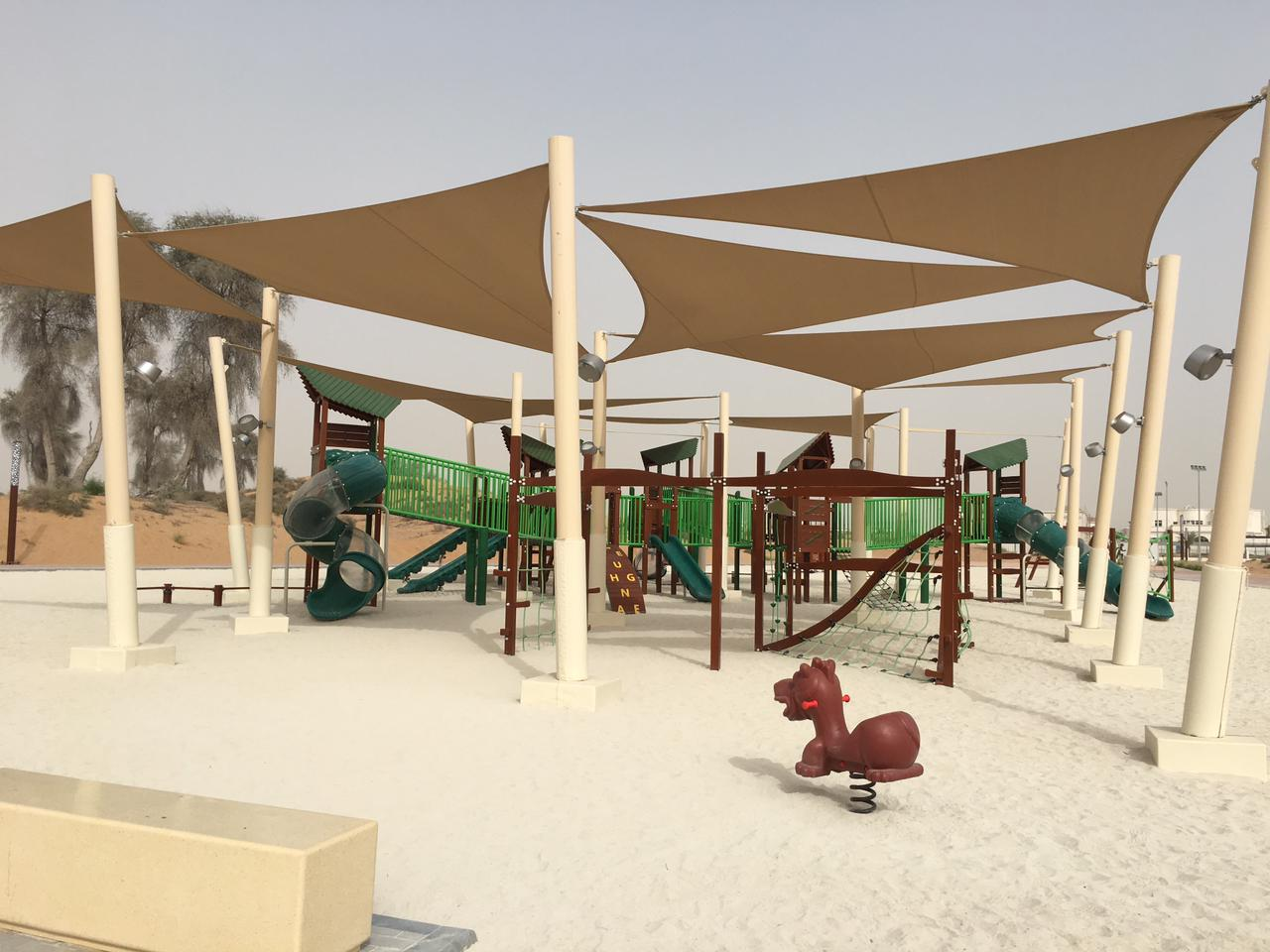
Área de diversão para crianças
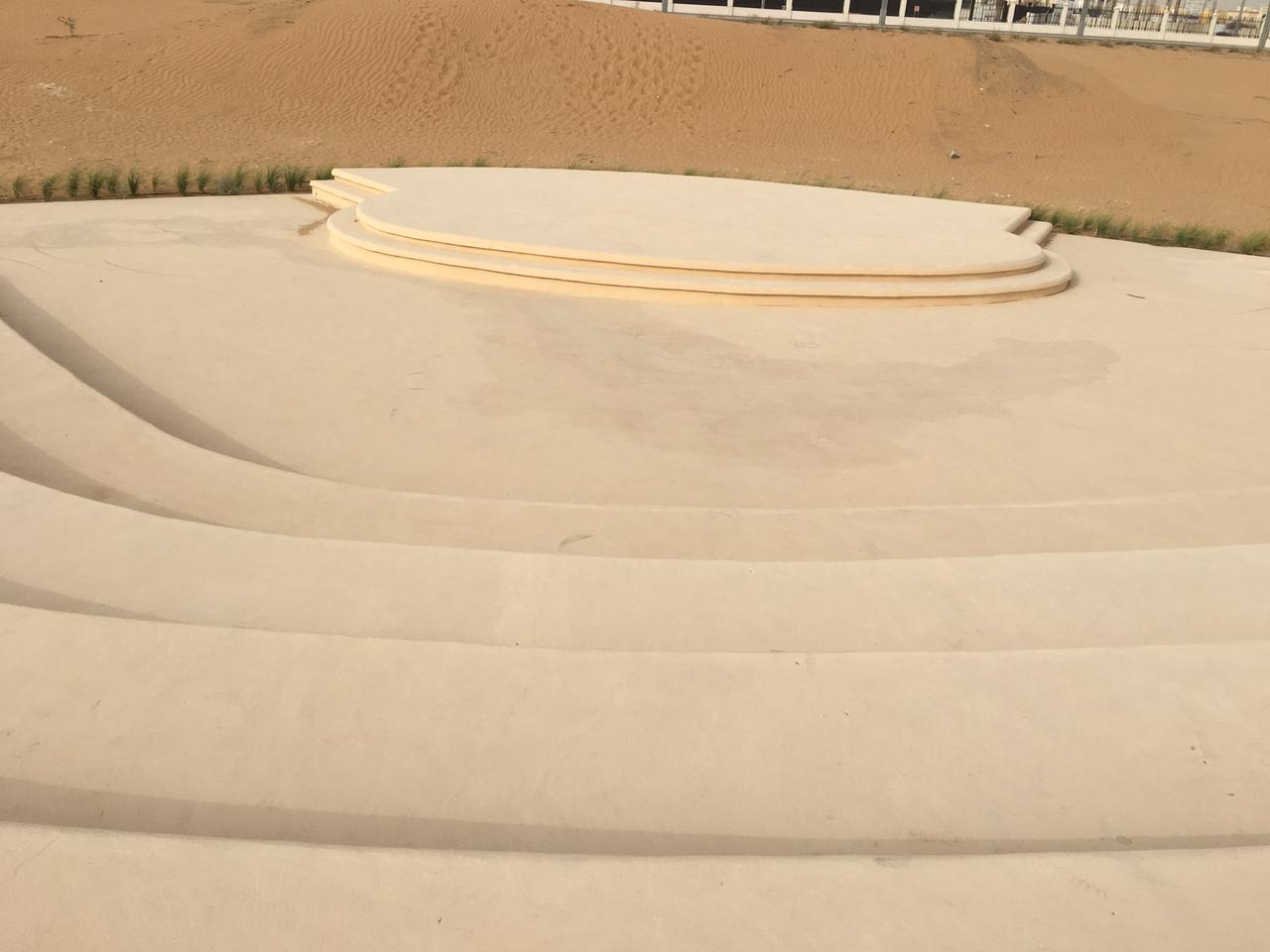
Anfiteatro